# John Pringle (geolog)
John Pringle, född den 21 oktober 1877 i Selkirk, död den 2 augusti 1948, var en skotsk paleontolog.
Pringle var anställd vid British Geological Survey 1901–1937. Han blev Fellow of The Royal Society of Edinburgh 1932 och tilldelades Lyellmedaljen 1938.